# NGC 1245
NGC 1245 è un ammasso aperto di età intermedia visibile nella costellazione di Perseo.

## Osservazione

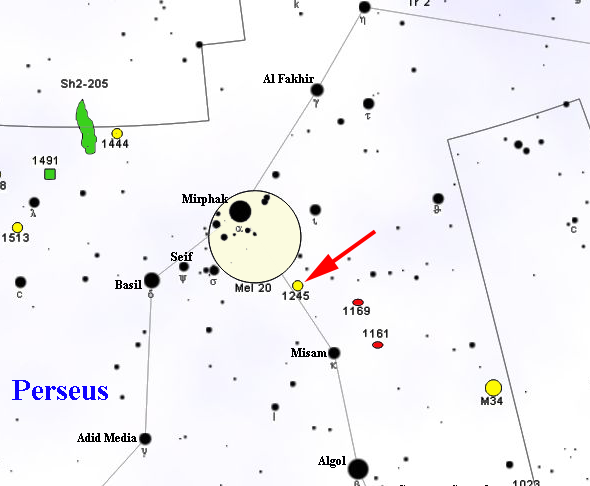
Mappa per individuare NGC 1245.

Si trova nella parte nordorientale della costellazione, esattamente a metà strada fra le stelle Mirfak (α Persei) e κ Persei, sul bordo di un tratto della Via Lattea fortemente oscurato dalla polvere interstellare; con un binocolo 10x50 la sua osservazione è molto difficile e si presenta al più come una piccola e debole macchia chiara. Un telescopio di 120mm di apertura permette di individuare alcune stelle di magnitudine 11 diffuse su uno sfondo che permane nebuloso e irrisolto; una piena risoluzione è possibile solo con strumenti da 200mm, dove sono evidenti diverse decine di stelle giallastre fino alla magnitudine 14 molto concentrate.
La declinazione fortemente settentrionale di quest'ammasso favorisce notevolmente gli osservatori dell'emisfero nord, da cui si presenta circumpolare fino alle latitudini medio-basse; dall'emisfero australe d'altra parte resta piuttosto basso e non è osservabile dalle aree lontane dalla zona tropicale. Il periodo migliore per la sua osservazione nel cielo serale è quello compreso fra ottobre e marzo.

## Storia delle osservazioni
NGC 1245 venne individuato per la prima volta da William Herschel nel 1786 attraverso un telescopio riflettore da 18,7 pollici; suo figlio John Herschel lo riosserò in seguito e lo inserì poi nel suo General Catalogue of Nebulae and Clusters col numero 658.

## Caratteristiche
NGC 1245 è un ammasso piuttosto ricco e concentrato, seppure poco appariscente; la sua distanza è stimata attorno ai 2876 parsec (9376 anni luce), all'interno del Braccio di Perseo in una regione relativamente poco conosciuta a causa del forte oscuramento cui è sottoposta dalla linea di vista terrestre e a una distanza superiore rispetto all'Ammasso Doppio di Perseo.
Si tratta di un ammasso aperto di età intermedia, con un'età stimata sui 500 milioni di anni o forse anche superiore, attorno a un miliardo di anni; si trova 444 parsec al di sopra del piano galattico, dunque a una latitudine galattica elevata, e appartiene alla vecchia popolazione del disco galattico. Il diametro dell'ammasso è stimato sugli 8,4 parsec, mentre la regione del nucleo si estende per circa 5,4 parsec; sono presenti numerose giganti rosse.